# Maltis
Maltis ist ein Ortsteil der Gemeinde Nobitz im Landkreis Altenburger Land in Thüringen.

## Lage
Das landwirtschaftlich geprägte Dorf befindet sich in dem Altenburger Lösshügelland am Rande einer Quellmulde in 255 Meter über NN. Südlich von Saara liegt das von Sorben angesiedelte Dorf mit der Kreisstraße 515 mit Anschluss an die Bundesstraße 93 bei Zehma.

## Geschichte
Die Ersterwähnung des Ortes Maltis in einer Urkunde des Bischofs Udo II. von Merseburg erwähnt einen Herrn  Hedenricus = Heidenreich von Maltis im Zusammenhang mit dem Benediktinerkloster Bosau, die Urkunde datiert am 2. April 1186.
Maltis gehörte zum wettinischen Amt Altenburg, welches ab dem 16. Jahrhundert aufgrund mehrerer Teilungen im Lauf seines Bestehens unter der Hoheit folgender Ernestinischer Herzogtümer stand: Herzogtum Sachsen (1554 bis 1572), Herzogtum Sachsen-Weimar (1572 bis 1603), Herzogtum Sachsen-Altenburg (1603 bis 1672), Herzogtum Sachsen-Gotha-Altenburg (1672 bis 1826). Bei der Neuordnung der Ernestinischen Herzogtümer im Jahr 1826 kam der Ort wiederum zum Herzogtum Sachsen-Altenburg.
Nach der Verwaltungsreform im Herzogtum gehörte er bezüglich der Verwaltung zum Ostkreis (bis 1900) bzw. zum Landratsamt Altenburg (ab 1900). Das Dorf gehörte ab 1918 zum Freistaat Sachsen-Altenburg, der 1920 im Land Thüringen aufging. 1922 kam es zum Landkreis Altenburg.
Am 1. Juli 1950 wurde Maltis nach Zürchau eingemeindet. Bei der zweiten Kreisreform in der DDR wurden 1952 die bestehenden Länder aufgelöst und die Landkreise neu zugeschnitten. Somit kam Maltis als Ortsteil von Zürchau mit dem Kreis Schmölln an den Bezirk Leipzig, der seit 1990 als Landkreis Schmölln zu Thüringen gehörte und 1994 im Landkreis Altenburger Land aufging. Mit der Eingliederung der Gemeinde Zürchau in die Gemeinde Zehma wurde Maltis am 1. November 1973 ein Ortsteil von Zehma. Mit dem Aufgehen der Gemeinde Zehma in der Einheitsgemeinde Saara wurde Maltis am 1. Januar 1996 ein Ortsteil dieser Gemeinde, bis diese wiederum am 31. Dezember 2012 zu Nobitz kam.
Der Ort Maltis beging 1988 mit vielen Gästen die 800-Jahr-Feier bei einem großen Dorffest. Heute ist der Vierseithof des Gutes in schlechtem baulichen Zustand und wird weiterhin landwirtschaftlich genutzt. 2012 leben etwa 80 Personen im Ortsteil.

### Rittergut Maltis
Maltis lag im Herrschaftsgebiet der Grafen von Schönburg. Mit Hieronymus von Maltis stirbt diese Familie 1583 aus. Zuvor war auch das einen Kilometer östlich gelegene Rittergut Zürchau in Familienbesitz. Auf den etwas größeren Ort Zürchau wurde nach Einführung der Reformation die Pfarrstelle übertragen. Schon 1559 gelangte der Familienbesitz der von Maltis in die Hand des Anton von Berbisdorf, er umfasste die Güter Maltis, Zürchau und Löhmigen. Von den Bauern des Ortes berichten nur wenige Quellen: ein Martin Kratzsch aus Maltis gebürtig zählte zu den Anführern des Bauernkrieges in der Region um Altenburg. 1583 zählte Maltis 90 Bewohner, es gab 16 „Feuerstätten“ (Wohnungen), das Rittergut und ein Pfarrhaus. Der Hirte erhielt eine Schlafstatt im gemeindeeigenen Hirtenhaus.
Die Maltiser Gutsanlage war zu dieser Zeit „als Forwergk des Junkers von Zürchau“ nur noch von Gesinde bewohnt. Eine Ortsbeschreibung erwähnt eine Witwe mit vier Kindern als Bewohner. Weitere Besitzer des Ortes und Herren über die Niedere Gerichtsbarkeit waren Sebastian von Berbisdorf, gefolgt von dessen Erben Georg Haubold und Wolf Caspar von Berbisdorf. Mitte des 17. Jahrhunderts erscheint Hans Heinich Stange als Gutsbesitzer, dessen Frau Maria Elisabeth Stange entstammte der im Altenburger Umland begüterten Familie von der Gablentz.
Nach dem Dreißigjährigen Krieg ging der mehrfach geteilte Besitz in verschiedene Hände. Im 18. Jahrhundert war das im gräflich Schönburgischen Gebiet gelegene Maltis mit dem Rittergut Zürchau in Personalunion wieder vereint. Das Patronat über die Maltiser Pfarrei stand dem Rittergut Zürchau zu, der Gutsherr zu Maltis war (nur) Patrimonialgerichtsherr über Dorf und Flur Maltis, der Ort bestand nun aus neun Häusern, sechs „Handgütern“ und zwei „Anspanngütern“.
Im Jahr 1797 wurde eine amtliche Vermessung der Güter und der Gebäude vorgenommen. Die Gesamtflur betrug 151,18 Hektar. Die Steuerakte von 1854 gibt 39,95 Hektar als Größe des Rittergutes Maltis aus, das entspricht etwa ¼ der Dorfflur. Die bürgerliche Familie Panzer erwarb zu Anfang des 19. Jahrhunderts das Gut Maltis und behielt den Besitz bis 1890. 1923 erwarb Hans Ulbricht das Gut und bewirtschaftete die Ländereien, sein Viehbestand: sechs Pferde, 32 Rinder, 15 Schweine. 1933 verkaufte Ulbricht an einen Crimmitschauer Fabrikanten, der das Gut wieder verpachtete. 1939 wurden Unterkünfte für Saisonkräfte im aufgelassenen Kuhstall (!) geschaffen. Auf Veranlassung der Kirchenverwaltung wurde die Pfarrei 1935 nach Saara verlegt.

## Kirche
Im Ort steht die Annakirche.